# Tokio Emoto
Tokio Emoto 柄本時生 (Emoto Tokio?) (Tokyo, 16 ottobre 1989) è un attore giapponese.

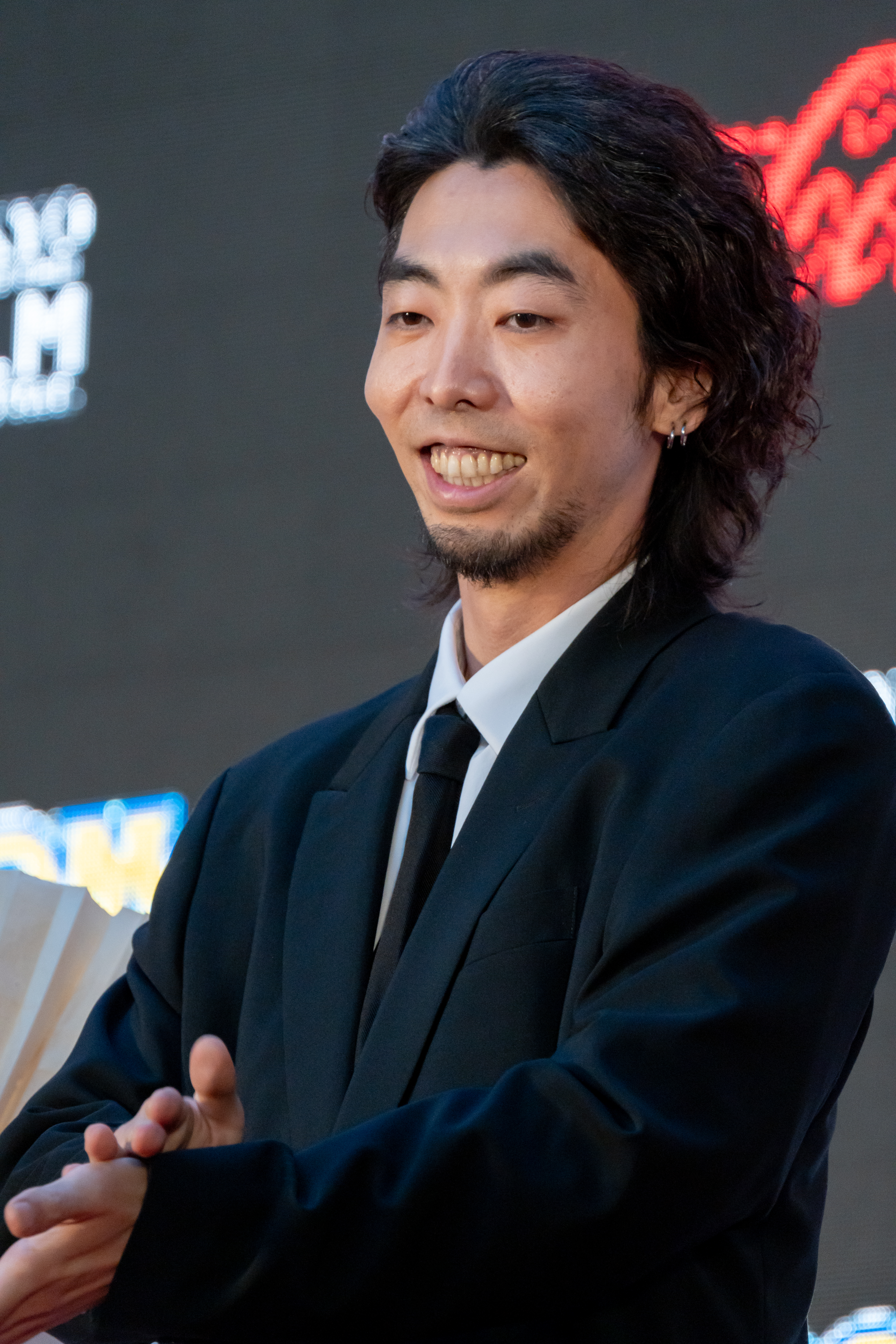

Sia il padre Akira Emoto che il fratello maggiore Tasuku Emoto lavorano nel mondo dello spettacolo, mentre la madre è l'attrice Kazue Tsunogae.
Inizia la sua carriera nel mondo dello spettacolo nel 2003 e subito partecipa a molte pellicole cinematografiche fino a che non viene notato anche, tra gli altri, da Takeshi Kitano. Nel 2010 fa parte del cast del live action Norwegian Wood tratto dall'omonimo romanzo di Haruki Murakami.
Contemporaneamente svolge molti ruoli anche in dorama di successo per la televisione, dove affianca i giovani idol maschili protagonisti.

## Filmografia

### Cinema
- Jam Films S, regia di Abe Masakazu (2005)
- Tennis no ōjisama, regia di Yuichi Abe (2006)
- Sixteen (2007)
- Ashita no watashi no tsukurikata, regia di Jun Ichikawa (2007)
- Prisoner/Terrorist /Yuheisha, regia di Masao Adachi (2007)
- Oretachi ni Asu wa Naissu, regia di Yuki Tanada (2008)
- Homuresu chugakusei, regia di Tomoyuki Furumaya (2008)
- Fure Fure Shojo, regia di Kensaku Watanabe (2008)
- Kimi no Tomodachi, regia di Ryūichi Hiroki (2008)
- Naoko, regia di Tomoyuki Furumaya (2008)
- Wakaranai, regia di Masahiro Kobayashi (2009)
- Kanikosen, regia di Sabu (2009)
- Ikechan to Boku, regia di Toshihiko Ôoka (2009)
- Slackers, regia di Masahiro Muramatsu (2009)
- Dare mo mamotte kurenai, regia di Ryoichi Kimizuka (2009)
- Norwegian Wood, regia di Trần Anh Hùng (2010)
- Shin-san Tankoumachi no Serenade, regia di Hideyuki Hirayama (2010)
- Outrage, regia di Takeshi Kitano (2010)
- The Seaside Motel, regia di Moriya Kentaro (2010)
- Umi no Kingyo, regia di Toshirô Saiga (2010)
- Toki o Kakeru Shojo, regia di Masaaki Taniguchi (2010)
- Hadoromanchika, regia di Su-yeon Gu (2011)
- Gakko wo Tsukuro, regia di Koyama Seijiro (2011)
- Taiheiyo no kiseki, regia di Cellin Gluck, Hideyuki Hirayama (2011)
- River (2012)
- Kirin no Tsubasa, regia di Nobuhiro Doi (2012)
- Ai no uzu, regia di Daisuke Miura (2014)
- Tabi no owari sekai no hajimari (旅のおわり世界のはじまり?), regia di Kiyoshi Kurosawa (2019)
- Perfect Days, regia di Wim Wenders (2023)

### Televisione
- 4TEEN – serie TV, (2004)
- Sumire no Hana Saku Koro – serie TV, (2007)
- Torihada – serie TV, (2008)
- Zeni Geba – serie TV, (2009)
- Q10 – serie TV, (2010)
- Shaken BABY! – serie TV, (2010)
- Kasouken no Onna – serie TV, (2010)
- Propose Kyodai – serie TV, (2011)
- Ohisama – serie TV, (2011)
- Beginners! – serie TV, (2012)
- Risō no musuko – serie TV, (2012)
- Mou Yuukai Nante Shinai – serie TV, (2012)
- Prison School – serie TV, (2013)
- Minna! ESPer Dayo! – serie TV, (2013)

## Doppiatori italiani
Nelle versioni in italiano nelle opere in cui ha recitato, Tokio Emoto è stato doppiato da:
- Emiliano Ragno in Outrage
- Alex Polidori in Perfect Days